# Guillaume Latrille de Lorencez

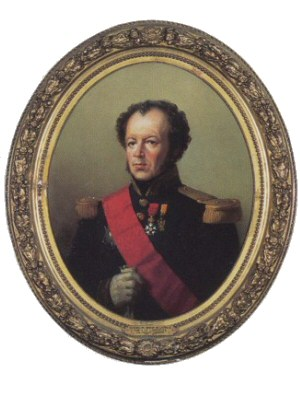
Guillaume Latrille de Lorencez

Guillaume Latrille de Lorencez (* 21. April 1772 in Pau; † 1. Oktober 1855 in Bar-le-Duc) war ein Général de division in den französischen Revolutionskriegen. 

## Leben
Latrille de Lorencez entstammt einer wohlhabenden Familie des béarnaiser Landadels. Er war der Schwiegersohn von Marschall Charles Nicolas Oudinot und damit auch der Schwager von General Nicolas Charles Victor Oudinot. 
Am 12. Dezember 1791 trat Latrille de Lorencez – überzeugt von einer militärischen Karriere – mit 19 Jahren in die Armee ein und wurde ein begeisterter Anhänger Napoleons. Er kämpfte in den Revolutionskriegen und konnte sich schon bald durch Tapferkeit auszeichnen. Bereits 1793 diente er im Stellung eines Majors und mit Wirkung vom 23. September desselben Jahres wechselte er als Aide-de-camp in den Stab von Marschall Charles Pierre François Augereau. 
Latrille de Lorencez kämpfte bei Ulm (16./19. Oktober 1805), Austerlitz (2. Dezember 1805) und Jena (19. Oktober 1806). Am 10. Februar 1807 wurde er zum Général de brigade befördert und als solcher wurde er in der Schlacht bei Wagram (5./6. Juli 1809) verwundet. 
Nach seiner Gesundung wechselt Latrille de Lorencez in den État-major de l’armée (Generalstab der Armee) von Marschall Louis-Alexandre Berthier nach Bayern, der die Grande Armée gegen die Österreicher führte. 
Später schickte man Latrille de Lorencez in den Krieg in Spanien. Unter Führung von Marschal Michel Ney nahm er an der Belagerung von Ciudad Rodrigo (April/Juni 1810) teil und kämpfte unter André Masséna bei Buçaco (27. September 1810). 
Weitere Kämpfe bestritt Latrille de Lorencez am Gévora (19. Februar 1811), bei Oñoro (3./5. Mai 1811) und La Albuera (16. Mai 1811). Auch an den Belagerungen von Tarragona (Mai/Juni 1811), Badajoz (März/April 1812) und Ciudad Rodrigo (Januar 1812) nahm er teil. 
Nach der Schlacht bei Waterloo (18. Juni 1815) verhielt sich Latrille de Lorencez neutral und wurde daher von König Karl X. mit eher politisch-administrativen Aufgaben betraut. Höhepunkt dabei war 1816 seine Berufung zum Inspecteur général d’infanterie. Dieses Amt übte er bis zum Jahr 1826 aus. Anschließend legte er mit der Zeit alle seine Ämter nieder, wurde aber erst mit Wirkung zum 15. August 1839 offiziell in den Ruhestand verabschiedet. 
Guillaume Latrille de Lorencez ließ sich in Bar-le-Duc nieder und starb dort am 1. Oktober 1855 im Alter von 83 Jahren; er fand dort auch seine letzte Ruhestätte.

## Ehrungen
- 29. Juni 1809 Baron de l’Émpire
- 11. September 1813 Comte de l’Émpire
- Sein Name findet sich am westlichen Pfeiler (32. Spalte) des Triumphbogens am Place Charles-de-Gaulle (Paris)